# Szojuz MSZ–01
A Szojuz MSZ–01 továbbfejlesztett Szojuz, egy orosz háromszemélyes szállító/mentőűrhajó, első űrrepülése 2016-ban volt a Nemzetközi Űrállomáshoz. Ez a Szojuz típus 130. repülése 1967-es első startja óta. Az orosz parancsnok mellett egy japán és egy amerikai űrhajóssal a fedélzetén indul a kazahsztáni Bajkonuri űrrepülőtérről a Nemzetközi Űrállomásra (ISS). Ott három új űrhajós csatlakozott az űrállomás három főből álló személyzetéhez, immár a 48. állandó legénység tagjaiként.

## Küldetés

### Indítás
A küldetés startja 2016. július 7-én, magyar idő szerint hajnali 3 óra 36 perckor a kazahsztáni bajkonuri űrrepülőtér 1-es indítóállásából sikeresen megtörtént. A háromfokozatú Szojuz-FG hordozórakétának mindössze 10 percre volt szüksége, hogy az űrhajót Föld körüli pályára állítsa. Az űrállomáshoz jutáshoz azonban most nem az utóbbi időben követett 6 órás gyors megközelítést alkalmazták, hanem – ahogyan régebben, 2013 előtt – mintegy két napon át kering az űrhajó önállóan, mielőtt dokkolna az ISS Rasszvet moduljához. A repülési időt arra használják, hogy teszteljék az új űrhajótípus modernizált fedélzeti rendszereit.

### Leválás
2016. október 30-án, magyar idő szerint hajnali 2 óra 35 perckor a Nemzetközi Űrállomás Rasszvet moduljáról rendben megtörtént a leválás.

### Visszatérés
A visszatérő modul a 115 nap, 2 óra és 22 perces küldetés végén magyar idő szerint 2016. október 30-án 1 perccel reggel 6 óra előtt ejtőernyő segítségével Kazahsztán területére ereszkedett le, Zsezkazgan várostól 148 km-re délnyugatra.

## Személyzet
| pozíció            | űrhajós                                                      |
| ------------------ | ------------------------------------------------------------ |
| parancsnok         | Anatolij Ivanyisin, RKA 48. alaplegénység második űrrepülése |
| fedélzeti mérnök 1 | Onisi Takuja, JAXA 48. alaplegénység első űrrepülése         |
| fedélzeti mérnök 2 | Kathleen Rubins, NASA 48. alaplegénység első űrrepülése      |

### Tartalék személyzet
| pozíció            | űrhajós             |
| ------------------ | ------------------- |
| parancsnok         | Oleg Novickij, RKA  |
| fedélzeti mérnök 1 | Thomas Pesquet, ESA |
| fedélzeti mérnök 2 | Peggy Whitson, NASA |